# Conradus Wesceli
Conradus Wesceli war ein mittelalterlicher Bürgermeister (consul regens oder proconsul) in Brilon.
Er fungierte 1366 zusammen mit dem anderen Briloner Bürgermeister Johan Lizeganch als Zeuge bei der Beurkundung eines Verkaufes von Hafer, Wein und die Zinszahlung aus Briloner Gärten zwischen dem Famulus Johannes des Scarpenberg und Herman gnt. Growen.
Der Briloner Bürgermeister war nicht nur primus inter pares, sondern Legislative und Exekutive vereinten sich in ihm. In seinem Namen wurden Stadtrechnungen geführt, er verwahrte den Stadttorschlüssel und er war Vorsitzender des Ratsgerichts.
Bei Stadtfehden stand der Bürgermeister der städtischen Streitmacht vor, auch hatte er das Recht zur Begnadigung von harten Verurteilungen durch das Stadtgericht bei Straftaten. Er konnte bei Todesstrafe begnadigen.